# Pycnophyes iniorhaptus
Pycnophyes iniorhaptus is een soort in de taxonomische indeling van de stekelwormen.
De diersoort behoort tot het geslacht Pycnophyes en behoort tot de familie Pycnophyidae. De wetenschappelijke naam van de soort werd voor het eerst geldig gepubliceerd in 1983 door Higgins.